# WASP-10
WASP-10은 페가수스자리 방향에 있는 항성이다. 슈퍼WASP 프로젝트 중 이 별이 변광성의 성질을 보이는 것을 발견했고 그 원인이 별 주위를 도는 행성 하나가 앞을 지나가면서 빛을 가리기 때문인 것으로 추정되었다.

## 행성계

### WASP-10b
WASP-10b는 WASP-10을 도는 외계 행성으로 2008년 발견되었다.

### WASP-10c
WASP-10c는 2010년 존재를 주장하는 논문이 발표되었으며 그 증거는 항성이 c가 별과 관측자 앞을 지나가면서 빛을 가리는 현상이 발견되었다는 것이었다. 그러나 아직 이 별의 존재는 검증되지 않았다.

## 같이 보기
- WASP-10b